# Rosalía (telenovela)
Rosalía é uma telenovela mexicana, produzida pela Televisa e exibida em 1978 pelo El Canal de las Estrellas.

## Elenco
- Rosalía Valdés
- Rafael Baledón
- Lilia Michel
- Elizabeth Dupeyrón